# Ben Bril
Barend (Ben) Bril (Amsterdam, 16 juli 1912 – aldaar, 11 september 2003) was een Nederlands bokser, die Nederland onder andere vertegenwoordigde bij de Olympische Zomerspelen 1928.

## Biografie

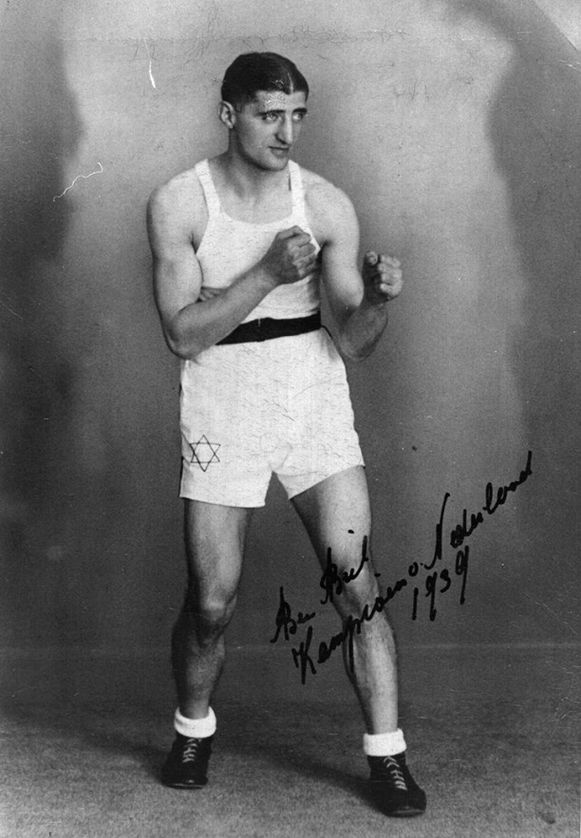
Ben Bril (1939)

Hij werd geboren op Valkenburgerstraat 108 in Amsterdam als op een na de jongste van zeven kinderen en hij groeide op in het hart van het armere gedeelte van de Joodse buurt, waar zijn vader handelde in vis. Ben was een echte straatvechter. Op elfjarige leeftijd bezocht hij met zijn oudste broer "De Jonge Bokser" in de Wagenstraat, een van de bokstenten in Amsterdam, en vanaf die dag wilde hij bokser worden. Op straat vocht hij nu niet meer, omdat hij zijn energie alleen nog maar in het boksen stopte. De jonge Bril was bijzonder getalenteerd en behaalde in 1927, vijftien jaar jong, zijn eerste nationale titel.
Bril was zestien jaar toen hij in Amsterdam zijn olympisch debuut maakte; hij was toen een van Nederlands jongste olympiërs uit de geschiedenis, en de jongste olympische bokser die Nederland ooit gekend had. Zijn eerste gevecht won hij tijdens de olympische spelen van 1928 op 16 juli op dezelfde dag dat hij ook jarig was. Hij kwam uit in het vlieggewicht (tot 50,8 kilogram) en haalde de kwartfinales, de laatste acht. Zijn sportieve hoogtepunt beleefde Ben Bril in 1935, toen hij de gouden medaille won bij de Maccabiade (Joodse Wereldspelen). Bril was lid van de boksschool Olympia in Amsterdam.
Bril won acht maal de Nederlandse titel in zijn gewichtsklasse. Hij weigerde echter deel te nemen aan de Olympische Zomerspelen 1936 in nazi-Duitsland, ook al was hij geselecteerd door het Nederlands Olympisch Comité. Wegens zijn Joodse afkomst werd Bril tijdens de Duitse bezetting opgepakt - door Brils voormalige sportgenoot Sam Olij en zijn zoon Jan Olij met de woorden 'plicht is plicht' - om vervolgens met zijn gezin te worden afgevoerd en samen met zijn vrouw en zoon, via de kampen Vught en Westerbork naar Bergen-Belsen gedeporteerd. Het gezin overleefde de verschrikkingen, maar Brils glansrijke bokscarrière was voorbij.
Pas jaren nadien zette Bril als scheidsrechter weer voet in de boksring en ontpopte hij zich als spreekbuis van en voor de Nederlandse bokssport. Bril was arbiter/ringrechter bij verscheidene Olympische Spelen, waar hij opviel door het kritiseren van omstreden jurybeslissingen, met name in Tokio (1964) en Montréal (1976). In 1960 werd hij op de Olympische Spelen in Rome uitgeroepen tot beste boksscheidsrechter ter wereld.
Ook was hij arbiter bij het populaire NCRV-televisieprogramma Spel zonder Grenzen. Daarnaast baatte Bril met zijn echtgenote Celia een broodjeszaak (Beter belegde broodjes bij Ben Bril) annex restaurant uit aan de (opgeheven) Leidseweg in Utrecht.
Ben Bril overleed op 91-jarige leeftijd in het Amsterdamse verpleeghuis Beth Shalom en ligt begraven op de joodse begraafplaats in Muiderberg.
Op 9 oktober 2006 verscheen zijn biografie Ben Bril. Davidsster als Ereteken geschreven door Ed van Opzeeland.  Het eerste exemplaar werd door Erica Terpstra overhandigd aan zijn zoon Albert Bril.
Sinds 2007 is er een Ben Bril Memorial elk jaar op de tweede maandag van oktober in theater Carré in Amsterdam. Dit evenement is in het leven geroepen door Martin Overste en Jan Lenten in samenwerking met de Nederlandse Boksbond.